# Сельское поселение «Степное» (Забайкальский край)
Се́льское поселе́ние «Степное» — муниципальное образование в Забайкальском районе Забайкальского края Российской Федерации.
Административный центр — посёлок Степной.

## История
Статус и границы сельского поселения установлены Законом Читинской области от 19 мая 2004 года «Об установлении границ, наименований вновь образованных муниципальных образований и наделении их статусом сельского, городского поселения в Читинской области».

## Население
| 2010 | 2011 | 2012 | 2013 | 2014 | 2015 | 2016 |
| ---- | ---- | ---- | ---- | ---- | ---- | ---- |
| 559  | ↘557 | ↘536 | ↘516 | ↘494 | ↘472 | ↘460 |
| 2017 | 2018 | 2019 | 2020 | 2021 |      |      |
| ↘445 | ↘438 | ↘415 | ↘385 | ↘332 |      |      |

## Состав сельского поселения
| № | Населённый пункт | Тип населённого пункта          | Население |
| - | ---------------- | ------------------------------- | --------- |
| 1 | Степной          | посёлок, административный центр | ↘332      |